# State of Alert
Gli State of Alert sono un gruppo hardcore punk (noto anche come S.O.A.) attivo nella scena hardcore di Washington dal 1980 al 1981). Nonostante abbiano avuto all'attivo solo un EP ed una partecipazione ad una compilation, hanno avuto comunque una notevole influenza e importanza all'interno della scena hardcore di Washington, ma non solo. La band è infatti citata come influenza di numerosi altri gruppi musicali hardcore anche appartenenti a scene musicali diverse, come i Negative Approach di Detroit e gli Agnostic Front del New York hardcore.
Inoltre molti dei componenti della band otterranno ulteriore e maggiore successo dopo lo scioglimento grazie all'attività con altri gruppi musicali. Il cantante Henry Garfield diverrà molto famoso col nome di Henry Rollins insieme alla band hardcore californiana Black Flag. Anche il chitarrista Michael Hampton insieme ad alcuni componenti della band Untouchables (tra cui Alex MacKaye) darà vita ai The Faith e successivamente, insieme a Ian MacKaye, agli Embrace, considerata una delle prime band emo della storia e, insieme ad alcuni membri dei Rites of Spring, agli One Last Wish. Il bassista entrerà a far parte della band Iron Cross.

## Formazione
- Henry Rollins - voce
- Michael Hampton - chitarra
- Wendel Blow - basso
- Simon Jacobsen - batteria
- Ivor Hanson - batteria

## Discografia
- 1981 - No Policy
- 1982 - Flex Your Head